# 魏蘭德錫彭河
51°12′27.813932″N 7°6′17.89765″E / 51.20772609222°N 7.1049715694°E
魏蘭德錫彭河（德語：Weilandsiepen），是德國的河流，位於該國西部，處於北萊茵-威斯特法倫州，屬於伍珀河的支流，河道全長0.5公里，河畔城鎮有伍珀塔爾。